# Dominique Taboga
Dominique Taboga (Vienna, 6 novembre 1982) è un ex calciatore austriaco, di ruolo difensore.

## Carriera

### Club
Taboga giocò, a livello giovanile, per il Sankt Pölten, per lo Spratzern, per l'Admira Wacker Mödling, il Rapid Vienna e il Kremser. Nel 2002, passò al Leoben e debuttò in squadra il 25 luglio 2003, nella Erste Liga. Il 13 settembre dello stesso anno, segnò la prima rete, contro il Wacker Innsbruck.
Dopo quattro anni, si trasferì al Kapfenberger e con cui vinse la Erste Liga nel 2008. Il 9 luglio 2008, esordì nella massima divisione austriaca: giocò nella vittoria per 1-0 sul LASK Linz. Il 26 luglio 2009 passò al Tromsø. Il 13 settembre giocò il primo incontro nella Tippeligaen, schierato titolare nella sconfitta per 2-0 in casa del Sandefjord.
Nel 2010 tornò al Kapfenberger, con la formula del prestito. Per aver tentato di combinare alcune partite nel campionato 2012-2013, è stato squalificato a vita dal mondo del calcio.

## Palmarès

### Club
Erste Liga: 1 
Kapfenberger:2007-2008